# Francesco Libetta
Francesco Libetta (Galatone, 16 ottobre 1968) è un pianista, compositore e direttore d'orchestra italiano.

## Biografia
La sua formazione artistica si è sviluppata soprattutto in Italia,  Francia e in Russia. Ha studiato pianoforte con Vittoria De Donno a Lecce, composizione con Gino Marinuzzi a Roma e Jacques Castérède a Parigi. Dopo essersi imposto all'attenzione internazionale nel 1994 con un recital per le Serate Musicali in Sala Verdi a Milano, è stato invitato in stagioni concertistiche negli Stati Uniti, a Londra, Parigi, Stoccolma, Oslo, Barcellona, Hong Kong, Tokyo e Osaka. Si esibisce in alcune delle più importanti istituzioni musicali, quali Santa Cecilia a Roma (con il primo Concerto di Mendelssohn diretto da Antonio Pappano), il Teatro alla Scala di Milano - sia da solista che in quartetto con il Trio d'archi della Scala -, la Carnegie Hall e la David Geffen Hall (fino al
2015 chiamata Alice Fisher Hall) di New York.
Come direttore d'orchestra ha collaborato con I Filarmonici di Verona, la Nuova Orchestra Scarlatti di Napoli, la Filarmonica di Benevento, l’ICO “Magna Grecia” di Matera e Taranto, l'orchestra del Teatro Nazionale di Tirana.
Ha realizzato numerose registrazioni (pubblicate anche negli Stati Uniti): le Variazioni Diabelli di Beethoven, le trascrizioni di Liszt delle opere wagneriane, di Mozart, brani di Debussy, Brahms, Ravel e Chopin, numerose opere di Schumann, l'integrale della musica per tastiera di Georg Friedrich Händel, di Giovanni Paisiello e Leo Delibes.
Ha eseguito le 32 sonate di Beethoven per pianoforte, l'integrale pianistica di Chopin, e la "prima assoluta" (1990) dei 53 Studi di Leopold Godowsky sugli Studi di Chopin.
Il regista Bruno Monsaingeon ha dedicato un filmato, premiato con il Diapason d'Or e lo CHOC - Le Monde de la Musique, al concerto da lui eseguito al Festival pianistico di Roque d'Anthéron.
Direttore dei master di pianoforte della Fondazione P. Grassi di Martina Franca, è stato docente presso la Miami Piano Festival Academy in Florida. Ha insegnato per venti anni musica da camera presso il Conservatorio "Tito Schipa" di Lecce, dimettendosi nel 2020. 
Nel 2005 appare nel film "Musikanten" di Franco Battiato, con cui collabora anche successivamente.
Nel 2009 è stata prodotta la sua opera musicale "L’Assedio di Otranto", scritta con la supervisione di Franco Battiato, con coreografie e regia di Fredy Franzutti (Otranto - Agosto 2009. Ripresa a Roma, Auditorium di via della Conciliazione - Gennaio 2010). Viene messa in scena la storia dell'assedio subìto a Otranto nel 1480.
Nel 2010 la casa discografica statunitense Marston lo include in una antologia di interpreti chopiniani storici, che a partire da Pabst include de Pachmann, Friedman, Paderewski, Rubinstein, Lipatti, Bartok, etc., e un unico altro italiano: Busoni.
È stato direttore artistico del "Miami International Piano Festival in Lecce" e della Miami International Piano Festival Academy in Italy. Nel 2003 ha fondato l'Associazione Nireo, che per vent’anni ha promosso la valorizzazione e documentazione di brani e autori, anche attraverso pubblicazioni discografiche.
Nel 2018 pubblica il libro "Musicista in pochi decenni - Idoli, opinioni, esperienze sulla strada del successo sicuro", ironica e interessante riflessione sul mondo pianistico odierno.
Nel 2019 fonda con Stefania Ballone, Christian Fagetti e altri ballerini il gruppo di Coreofonie, spettacolo di musica e danza. 
Nel 2023 la Sony Music ha pubblicato una registrazione dedicata alla musica pianistica di Ezio Bosso, che include la trascrizione di LIbetta della Sinfonia “Oceans”.
La casa editrice Edifir ha pubblicato “E la giostra va”, un libro di dialoghi con Gianni Tangucci sulla vita del teatro musicale.

## Libri
- Francesco Libetta, Musicista in pochi decenni. Idoli, opinioni, esperienze sulla strada del successo sicuro, pp. VI+194, Zecchini Editore, 2018. ISBN 978-88-6540-206-1.

- Francesco Libetta, E la giostra va. Conversazioni con Gianni Tangucci, pp. 132, Edifir Edizioni Firenze, 2023. ISBN 978-88-9280-198-1

## Discografia
- ALBUM (cd)
Sony Classical CD (2025) The hidden room (con Aylen Pritchin, Luigi Piovano, Grazia Raimondi)
Sony Music CD (2024) Chopin selon Chopin 
Sony Classical CD (2023) Lighting Bosso
C&Co New Recording cdl2022.001
Logoi Neretinoi (2023)
LIbetta, Castérède, Marinuzzi, Beethoven, Chaminade, Battiato, Byrd, Schmid 
C&Co New Recording cdl8820.005.
Domestic soundscapes 2020 (2022).
Libetta (The barre”, “Surfers”), Euripide, Bach, Beethoven, Chopin, Liszt, Debussy, Ravel, Rachmaninoff, Strauss
C&Co New Recording cdl18.001/2/3.
Liszt: Années de pèlerinage (2022).
NIREO 013.
Tradizioni musicali a Nardò (2011).
Libetta: Sonata per violino e pianoforte (with Aylen Pritchin, vl), LAD. A. Scarlatti: two Intonazioni. N. Fago: Toccata. [+ Anonimo, Bove, De Cupertinis, Manfroci, San Pier di Negro, Serafico]
NIREO 040.
Da Bach a Battiato (2010).
Bach, Battiato, Gesualdo, Lulli, Martini, Pasquini, Rameau, Rossi, Turini, Vento, Zipoli
NIREO 012.
Libetta: Musiche per Bene (2010).
With: Maria Luisa Bene, ensemble and electronic.
MARSTON (4 cd).
A Century of Romantic Chopin (2010).
Chopin: Nocturne Op. 27 n. 2 [+ Josef Hofmann, Sergei Rachmaninoff, Ferruccio Busoni, Moritz Rosenthal, Ignace Jan Paderewski, Ignaz Friedman, Alfred Cortot, Francis Planté, Béla Bartók, Claudio Arrau, Guiomar Novaes, Vladimir de Pachmann, Solomon, Arthur Rubinstein, Emil Gilels, Vladimir Horowitz, Jorge Bolet, and others.]
NIREO 011.
Eriberto Scarlino: Composizioni per pianoforte e da camera (2008).
Scarlino: Fiaba, Improvviso, Aria, Scherzo, Due Studi da concerto, Cantilena, Minuetto, Berceuse, Piccolo Valzer, Serenatina, Improvviso, Canzoncina nostalgica, Notturno
NIREO 010.
Francesco d'Avalos: Composizioni per pianoforte (2008).
Vergangliche Bilder Albumblatter und Variationen Albumblatt - Variazione di una variazione - 13 Preludi (1840–1900) - Notturno - Piccola Romanza - Foglio d'Album - Minuetto - Paysages marines - 2 Pezzi caratteristici (Le Marionette suonano e ballano, Veli neri e bianchi ballano nella notte) - Valzer
NIREO 007.
Libetta live in Fort Lauderdale (2005).
Mozart, (Variations in F Major, K. 398); Beethoven (Sonata Op. 27, No. 2); Chopin (Nocturne, Op. 27, No. 2) Liszt (Canzone and Tarantella from Années de Pélerinage); Schumann (Albumblatt); Cajkovskij-Liszt (Polonaise); Alfano (Se taci); Trabaci (Toccata); Leo-Libetta (Canzone a dispetto); Friedman-Gartner (Wiener Tanze).
NIREO 006.
Czerny - Musiche per pianoforte a sei mani (2009).
Czerny: Variazioni su Bellini Op. 295, Rondo Op. 227, Fantasia su Mozart Op. 741, Grand Pot-pourri Op. 84, Overture da Le Nozze di Figaro di Mozart, Sinfonia da Tancredi di Rossini.
With: Alessandro Mandurino, Luigi Nicolardi, Renato Rizzello, Scipione Sangiovanni, Vanessa Sotgiu.
NIREO 003/5 (3 CDs).
Liszt: 12 Symphonic Poems for Two Pianos (2005).
With : Matteo Cistemino, Lara Escelsior, Giuliano Graniti, Luigi Nicolardi, Valentina Parentera, Renato Rizzello, Scipione Sangiovanni, Vanessa Sotgiu.
NIREO (2005).
001/2(2 CDs).
Pozzoli: Studi di media difficoltà (Studies of moderate difficulty), Studi a moto rapido (Studies in fast motion), and Studi sulle note ribattute (Studies on repeated notes), Riflessi del mare (Reflections on the Sea).
VAI (2004).
VAIA 1241.
Czerny: Studies Op. 740
VAI (2004).
VAIA 1242.
Mussorgsky (Pictures at an Exhibition, Hopak), Balakirev (Sonata)
VAI (2003).
Libetta Plays Beethoven
AUDIO VAIA 1208.
Beethoven: Variazioni Diabelli, Variazioni Op. 34
Tactus - TC:841905 (2007).
Sgambati: Sinfonia n. 1, op. 16; Maestoso (Marcia Funebre); Die Ideale (Liszt)
Accademia Classics - AC 502.2 (2CD).
Franz Liszt: The Complete piano Transcription.
VAI (2003).
Piano duos.
AUDIO VAIA 1212.
Mozart, Libetta, Rimsky-Korsakov/Libetta (with Pietro De Maria); Liszt (with Kemal Gekic); Rachmaninov (with Ilya Itin)
VAI (2002). AUDIO VAIA 1206.
Masters of the Keyboard Vol. 2.
(+ A. Neiman, N. Angelich, D. Burstein, I. Itin, P. De Maria).
Debussy (Le Colline d'Anacapri), Strauss-Risler (Till Eulenspiegel), Brahms-Cortot (Wiegenlied)
VAI (2001) - VAIA 1196.
Respighi (Due Danze Italiane), Gesualdo (Canzone Francese), Godowsky (Due Studi su Chopin), Ravel (La Valse), Debussy (Estampes), Wagner/Liszt (O du mein holder Abendstern), Gounod/Liszt (Valzer da "Faust"), Saint-Saëns (Etude en forme de Valse), etc.
MPF (2000) - (2 CD).
Alkan (Grande Sonate Op. 33, I mov.), etc. (+ others)
Danacord (2000) - DANACOCD 559.
Godard (Mazurka n. 4 Op. 103) (+ others)
Chandos (2000) - CHAN 9820.
Eisler (Die Mutter) - with E. Arciuli, D. Fasolis, RTSI Choir. 
Agorà (1999) - AG 175.2 (2CD).
Liszt (Integrale delle trascrizioni da opere di Wagner)
Agorà (1999) - AG 168.1.
Platti (Sonate XIII-XVIII)
Agorà 1999.
Canzoni di Cesare Andrea Bixio.
Con Ernesto Palacio
AIG (1998) - AIG 1097.
Chopin: Due Notturni Op.27, Scherzo Op. 31, Studi Op. 10 nn. 3,5,10,12, Studi Op. 25 nn. 2,8,9,12, Valzer Op. 34 n. 2, Impromptu Op. 66, Polacca Op. 53
Eventyr (1998).
Libetta (Le candide), Monpou (Cancion VI), Wagner (Brautlied aus Lohengrin)
Agorà (1997) - AG 115.1.
Liszt: Trascrizioni da opere italiane e francesi.
Rigoletto, La muta di Portici, Guglielmo Tell, Roberto il diavolo, Sonnambula, Faust
Eventyr (1995) - LC 01.
Schubert (Momento musicale, Kuperwieser Waltzer), Mendelssohn (Romanze senza parole Op. 62 n. 6, Op. 67 n. 4), Beethoven (Sonata Op. 78), Mozart (Adagio KV 617a), Hummel (Rondo favori Op. 11), Raff (Le Fileuse), etc.
Promusica Norway (1992) - PCC 9031.
Ligeti (Etudes, Prèmier Livre I-V)
Promusica Norway (1992) - PCC 9030.
Sinding (Serenate Op. 33 n. 4) Cleve (Etude Op. 17 n. 2)
```
- ALBUM (LP)
```

Sony Classical LP (2025) The hidden room (con Aylen Pritchin, Luigi Piovano, Grazia Raimondi)
Sony Classical LP (2023) Lighting Bosso
ETERFON (1990) RR 141 
Putignano (Tendre, Dulcissime, Parvenze)

## Videografia
- Nireo (2011). Libetta in Palazzo Biscari (regista: Franco Battiato), Beethoven, Strauss, Battiato, Liszt
- Nireo. DVD 101
- Sony Pictures (2006). Musikanten (regista: Franco Battiato), Sony DVD 92220.
- NAIVE. Les Pianos de la Nuit (2003). Piano recital in La Roque d'Anthéron (regista: Bruno Monsaingeon), Strauss, Liszt, Debussy, Cajkovskij, Ligeti, Hummel, Alkan, Saint-Saëns, Chopin-Godowsky, Delibes. DVD DR 2101.
- Libetta in Lecce, Piano recital (2002). Beethoven, Delibes, Chaminade, Schubert-Godowsky, Ravel, Chopin, Brahms, Debussy, Saint-Saëns/Godowsky. VAI DVD 4225
- DVD Ideale Audience International - MIRARE (2002). Camille Saint-Saëns, Claude Debussy, Léo Delibes (+ Berezowsky, Lugansky, Kocsis, etc.)
- Master of the keyboard - Miami International Piano Festival (2001). Godowsky: Igniis Fatuus; Saint-Saëns: Etude en forme de valse, Op. 52 n. 6; Schubert/Strauss: Kuppelwieser Walzer. VAI - VHS 69230